# Корнаджа-Медичи, Джанкарло
Джанкарло Корнаджа-Медичи (итал. Giancarlo Cornaggia-Medici, 16 декабря 1904 — 23 ноября 1970) — итальянский фехтовальщик-шпажист, многократный олимпийский чемпион и чемпион мира.

## Биография
Родился в 1904 году в Милане. В 1928 году стал чемпионом Олимпийских игр в Амстердаме. В 1930 году завоевал серебряную медаль Международного первенства по фехтованию в Льеже. В 1931 году стал чемпионом Международного первенства по фехтованию в Вене. В 1932 году завоевал золотую и серебряную медали Олимпийских игр в Лос-Анджелесе. В 1933 году стал чемпионом Международного первенства по фехтованию в Будапеште. В 1934 году завоевал серебряную медаль Международного первенства по фехтованию в Варшаве. В 1936 году стал обладателем золотой и бронзовой медалей Олимпийских игр в Берлине.
В 1937 году Международная федерация фехтования задним числом признала все проходившие ранее Международные первенства по фехтованию чемпионатами мира.